# Esclaves de New York
Pour plus de détails, voir Fiche technique et Distribution.
Esclaves de New York (Slaves of New York) est un film américain de 1989 réalisé par James Ivory, adapté du roman du même nom, dont l'auteur,Tama Janowitz, est également la scénariste.

## Fiche technique
- Titre : Esclaves de New York
- Titre original : Slaves of New York
- Réalisation : James Ivory
- Scénario : Tama Janowitz d'après ses nouvelles
- Musique : Richard Robbins
- Photographie : Tony Pierce-Roberts
- Montage : Katherine Wenning
- Production : Gary Hendler et Ismail Merchant
- Société de production : TriStar Pictures, Gary Hendler et Merchant Ivory Productions
- Société de distribution : TriStar Pictures (États-Unis)
- Pays de production :  États-Unis
- Genre : Comédie dramatique
- Durée : 124 minutes
- Dates de sortie : 
  - États-Unis : mars 1989
  - France : 21 juin 1989

## Distribution
- Bernadette Peters : Eleanor
- Chris Sarandon : Victor Okrent
- Mary Beth Hurt : Ginger Booth
- Madeleine Potter : Daria
- Adam Coleman Howard : Stash
- Jsu Garcia : Marley
- Charles McCaughan : Sherman
- John Harkins : Chuck Dade Dolger
- Mercedes Ruehl : Samantha
- Joe Leeway : Jonny Jalouse
- Anna Katarina : Mooshka
- Bruce Peter Young : Mikell
- Michael Schoeffling : Jan
- Steve Buscemi : Wilfredo
- Jonas Abry : Mickey
- Mark Boone Junior : Mitch
- Stanley Tucci : Darryl
- Anthony LaPaglia : Henry
- Betty Comden : Mme. Wheeler
- Aaron Goodstone : le graffiteur
- Louis Guss : Vardig